# Беркез
Беркез (рум. Berchez) — село у повіті Марамуреш в Румунії. Входить до складу комуни Реметя-Кіоарулуй.
Село розташоване на відстані 396 км на північний захід від Бухареста, 17 км на південь від Бая-Маре, 82 км на північ від Клуж-Напоки.

## Населення
За даними перепису населення 2002 року у селі проживали 670 осіб.
Національний склад населення села:
| Національність | Кількість осіб | Відсоток |
| -------------- | -------------- | -------- |
| угорці         | 424            | 63,3%    |
| румуни         | 246            | 36,7%    |

Рідною мовою назвали:
| Мова      | Кількість осіб | Відсоток |
| --------- | -------------- | -------- |
| угорська  | 424            | 63,3%    |
| румунська | 246            | 36,7%    |